# Órbita de transferencia de Hohmann
En la astronáutica y la ingeniería aeroespacial, la órbita de transferencia de Hohmann es una maniobra orbital que, bajo las hipótesis comunes de la astrodinámica, traslada a una nave espacial desde una órbita circular a otra utilizando dos impulsos de su motor. El nombre proviene del científico alemán Walter Hohmann que publicó su teoría en 1925.

## Explicación

Órbita de transferencia de Hohmann (en amarillo).

La órbita de transferencia de Hohmann es una mitad de una órbita elíptica que toca tanto la órbita inicial que se desea dejar (en verde en el diagrama) como la órbita final que se quiere alcanzar (en rojo en el diagrama). La órbita de transferencia (en amarillo en el diagrama) se inicia disparando el motor de la nave espacial para acelerarla creando una órbita elíptica; esto añade energía a la órbita de la nave espacial. Cuando la nave alcanza la órbita final, su velocidad orbital debe ser incrementada de nuevo para hacer una nueva órbita circular; el motor acelera de nuevo para alcanzar la velocidad necesaria.
La teoría de la órbita de transferencia de Hohmann se basa en cambios de velocidad instantáneos para crear órbitas circulares, por lo que la nave espacial que utiliza una órbita de transferencia de Hohmann utilizará generalmente motores de gran empuje para reducir la cantidad de combustible adicional. Los motores de empuje bajo pueden realizar una aproximación de una órbita de transferencia de Hohmann, creando una órbita circular que se alarga gradualmente utilizando el motor de forma controlada. Esto requiere un delta-v hasta el 141 % mayor que el sistema de dos impulsos y tarda más tiempo en completarse.
La órbita de transferencia de Hohmann también funciona para llevar a una nave de una órbita mayor a una menor. En este caso, los motores de la nave funcionan en sentido opuesto a su trayectoria, desacelerando la nave y causando una caída a una órbita elíptica de menos energía. Luego, el motor funciona por segunda vez para reducir la aceleración de la nave hacia una órbita circular.
Aunque la órbita de transferencia de Hohmann es casi siempre el método más económico para conseguir pasar de una órbita circular a otra, en algunas situaciones donde el semieje mayor de la órbita final es más grande que el semieje mayor de la órbita inicial en un orden de doce, puede ser más ventajoso el uso de una transferencia bielíptica.
En obras soviéticas, como Pionery Raketnoi Tekhniki, se utiliza a veces el término de órbita de transferencia de Hohmann-Vetchinkin, citando al matemático Vladimir Vetchinkin que presentó el concepto de transferencia elíptica en conferencias sobre el viaje interplanetario entre 1921 y 1925.

## Cálculo
Para un cuerpo pequeño {\displaystyle m} orbitando alrededor de otro mucho mayor {\displaystyle M}, como por ejemplo un satélite orbitando la Tierra, la energía total del cuerpo orbitante  es simplemente la suma de su energía cinética y su energía potencial, y esta energía total {\displaystyle E} es igual a la mitad de la energía potencial en el punto de distancia media en la órbita {\displaystyle a} = semieje mayor :
{\displaystyle E={\frac {1}{2}}mv^{2}-{\frac {GMm}{r}}={\frac {-GMm}{2a}}\,}
Solucionando la ecuación para la velocidad en la ecuación de conservación de energía orbital, 
{\displaystyle v^{2}=\mu \left({\frac {2}{r}}-{\frac {1}{a}}\right)}
Donde {\displaystyle v\,\!} es la velocidad de un cuerpo orbitante,

{\displaystyle \mu =GM\,\!} es el parámetro gravitacional estándar del cuerpo principal,

{\displaystyle r\,\!} es la distancia del cuerpo orbitante al principal y

{\displaystyle a\,\!} es el semieje mayor de la órbita de {\displaystyle m} en torno a {\displaystyle M}.
Por tanto, el delta-v necesario para una transferencia de Hohmann es,
{\displaystyle \Delta v_{P}={\sqrt {\frac {\mu }{r_{1}}}}\left({\sqrt {\frac {2r_{2}}{r_{1}+r_{2}}}}-1\right)} (para el delta-v en periastro).
{\displaystyle \Delta v_{A}={\sqrt {\frac {\mu }{r_{2}}}}\left(1-{\sqrt {\frac {2r_{1}}{r_{1}+r_{2}}}}\,\!\right)} (para el delta-v en apoastro).
Donde {\displaystyle r_{1}\,\!} es el radio de la órbita menor y la distancia de periastro de la órbita de transferencia de Hohmann y

{\displaystyle r_{2}\,\!} es el radio de la órbita mayor y la distancia de apoastro de la órbita de transferencia de Hohmann.
Si se está moviendo a una órbita mayor o menor, por la tercera ley de Kepler, el tiempo para realizar la transferencia es:
{\displaystyle t_{H}={\begin{matrix}{\frac {1}{2}}\end{matrix}}{\sqrt {\frac {4\pi ^{2}a_{H}^{3}}{\mu }}}=\pi {\sqrt {\frac {(r_{1}+r_{2})^{3}}{8\mu }}}}
Donde {\displaystyle a_{H}\,\!} es la longitud del semieje mayor de la órbita de transferencia de Hohmann.

## Ejemplo

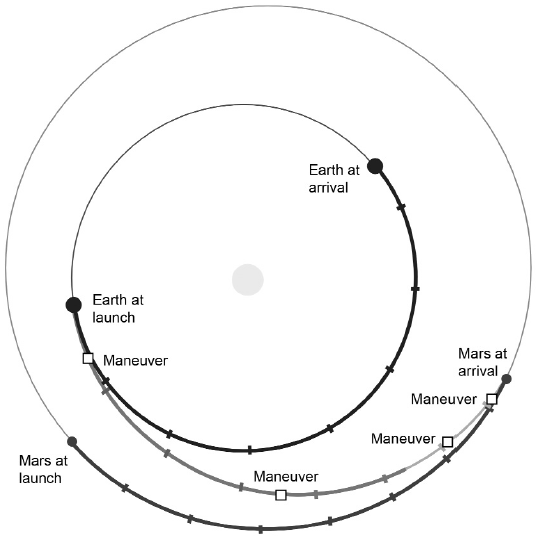
Órbita de transferencia de Hohmann del Mars Reconnaissance Orbiter

Para la órbita de transferencia geoestacionaria, {\displaystyle r_{2}} = 42 164 km y como ejemplo, {\displaystyle r_{1}} = 6678 km (una altitud de 300 km).
La velocidad en la órbita circular menor es de 7,73 km/s y en la mayor de 3,07 km/s. En la órbita elíptica la velocidad varía desde 10,15 km/s en el perigeo y 1,61 km/s en el apogeo.
Los delta-v son 10,15 - 7,73 = 2,42 km/s y 3,07 - 1,61 = 1,46 km/s, o un total de 3,88 km/s.
Comparado con el delta-v de una órbita de escape: 10,93 - 7,73 = 3,20 km/s. Aplicando un delta-v de órbita terrestre baja de sólo 0,78 km/s más que daría el cohete a velocidad de escape, mientras que el delta-v de una órbita geoestacionaria de 1,46 km/s para alcanzar la velocidad de escape de esta órbita circular. Esto ilustra que a grandes velocidades el mismo delta-v proporciona más energía orbital específica e incremento de energía se maximiza si se gasta el delta-v tan pronto como sea posible en lugar de utilizarlo en dos ocasiones.

## Delta-v máximo
En una órbita de transferencia de Hohmann desde una órbita circular a otra mayor, en el caso de un cuerpo central único, cuesta un delta-v mayor (53,6 % de la velocidad orbital original) si el radio de la órbita final es 15,6 (la raíz positiva de la ecuación {\displaystyle x^{3}-15x^{2}-9x-1=0}) veces más grande que la órbita inicial. Para órbitas finales más grandes, el delta-v disminuye de nuevo y tiende a {\displaystyle {\sqrt {2}}-1} veces la velocidad orbital original (41,4 %).

## Uso en el viaje interplanetario
Cuando se mueve una nave espacial desde la órbita de un planeta a la de otro, la situación se vuelve más compleja. En un viaje entre la Tierra y Marte, la nave ya tendría cierta velocidad asociada con su órbita alrededor de la Tierra, que no es necesaria cuando se encuentra en órbita de transferencia alrededor del Sol. En el otro extremo, la nave necesitaría una velocidad para orbitar sobre Marte, que será menor que la velocidad necesaria para continuar orbitando sobre el Sol. Por tanto, la nave debe desacelerar para que la gravedad marciana la capture y se necesitará pequeñas cantidades de empuje durante su viaje para arreglar la transferencia. Sin embargo, es esencial conocer la alineación de los planetas en sus órbitas, ya que el planeta destino y la nave deben encontrarse en el mismo punto de sus respectivas órbitas alrededor del Sol en el mismo momento.
Una órbita de transferencia de Hohmann llevará a una nave desde una órbita baja terrestre (LEO) a una órbita geosíncrona en unas cinco horas (órbita de transferencia geoestacionaria), desde LEO hasta la Luna en cinco días y desde la Tierra hasta Marte en unos 260 días. Sin embargo, las transferencias de Hohmann son muy lentas para distancias más largas, por lo que se suele utilizar asistencia gravitacional para incrementer la velocidad.

## Red de Transporte Interplanetario
En 1997, se publicó un grupo de órbitas conocidas como Red de Transporte Interplanetario, que proporciona recorridos de baja energía, aunque más lentas, entre distintas órbitas que no son las órbitas de transferencia de Hohmann.